# Jotang (Kota Kendal)
Jotang is een bestuurslaag in het regentschap Kendal van de provincie Midden-Java, Indonesië. Jotang telt 1877 inwoners (volkstelling 2010).